# Björn Þórðarson
Björn Þórðarson, né le 6 février 1879 et mort le 25 octobre 1963, est un homme d'État islandais et Premier Ministre. Il est membre du Parti du progrès. Il est le dernier chef de gouvernement du Royaume d'Islande.